# Vallásszabadság Háza

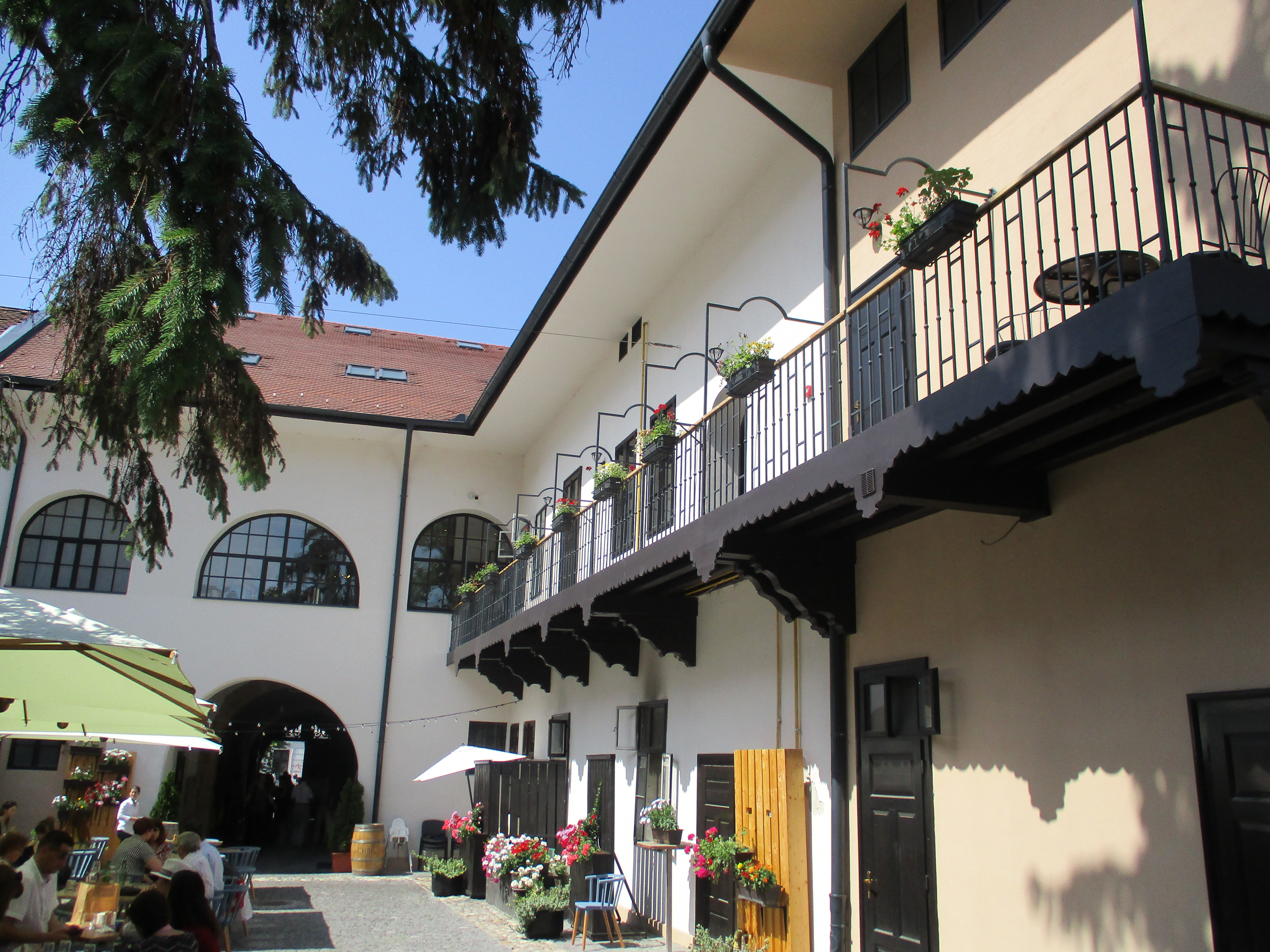
Udvari részlet

A Vallásszabadság Háza az unitárius püspöki ház felújításával létrehozott, 2018-ban megnyílt közösségi épület Kolozsváron, a Magyar utca (Bulevardul 21 Decembrie 1989) 14. szám alatt. Kiállítóhelyként az unitárius egyház történelmi emlékeit mutatja be; kulturális közösségi térként író-olvasó találkozóknak, műhelybeszélgetéseknek, koncerteknek és egyéb rendezvényeknek. Az intézmény célja a vallásszabadság eszméjének erősítése, vizsgálata, védelme.

## Az épület története
A 14. századi gótikus épület Mátyás király szülőháza és a plébániaház mellett a város egyik legrégebbi lakóháza volt. Építtetője egyes feltételezések szerint a város egyik tehetős polgára, mások szerint keresztes lovagok lehettek. A 18. század elején a Wesselényi család birtokába került, 1851-től pedig Biasini Domokos kereskedő tulajdona lett. Az unitárius egyház 1883-ban vásárolta meg, és püspöki lakhelynek alakították át.
2009-ben Bálint Benczédi Ferenc püspök kezdeményezésére az egyház úgy döntött, hogy felújítják az épületet, és közösségi intézményként, kulturális térként, kutatóközpontként, múzeumként működtetik. 2015 januárjában, a vallásszabadság napján merült fel ötlet, hogy a házat a vallásszabadságnak szentelik. A felújítást a magyar kormány 6 millió lejjel, az összköltség majdnem 80%-ával támogatta. A felújított épületet 2018. július 7-én avatta fel Victor Opaschi egyházügyi államtitkár, Bálint Benczédi Ferenc unitárius püspök és Soltész Miklós, a Miniszterelnökség egyházi és nemzetiségi ügyekért felelős államtitkára. 2018-ban a felújítást a Romániai Építészkamara az Országos Építészeti Biennálé keretében átadott díjjal ismerte el, 2022-ben pedig az Europa Nostra-díjat kapta meg.

## Leírása
Az utcafronton egy téglalap alakú középkori emeletes ház áll. A gótikus kapuíven egy S. T. monogrammal ellátott címer található. A kapubejáraton belül két, utóbb befalazott ülőfülke helyezkedik el. Homlokzatát feltehetőleg a 18. században alakították át. A középkori épülethez csatlakozik egy 18. századi és egy 19. századi toldalék. A felújítás során a földszinten éttermet és könyvesboltot, az első emeleten konferenciatermet és múzeumot alakítottak ki; szintén az emeleten kapott helyet a valláskutató intézet. A tetőtérben vendégszobák találhatóak.

## Rendezvények
AZ épületben könyvbemutatókat és könyvvásárokat, előadóesteket, felolvasásokat, tudományos konferenciákat tartanak, de sor került már állásbörzére is. A 2018-as Kolozsvári Magyar Napoknak az egyik helyszíne a Vallásszabadság Háza lett, amelyet vezetett séták során mutattak be a közönségnek.
A 2019-ben megnyitott Valláskutató Intézet célja a felekezetközi kutatások fellendítése. Többek között szakmai irányítói feladatokat is ellát a Kolozsvári Protestáns Teológiai Intézet, a Babeș–Bolyai Tudományegyetem és a Sapientia Erdélyi Magyar Tudományegyetem azon hallgatói számára, akik disszertációjukhoz valláskutatással kapcsolatos témát választanak.

## Források

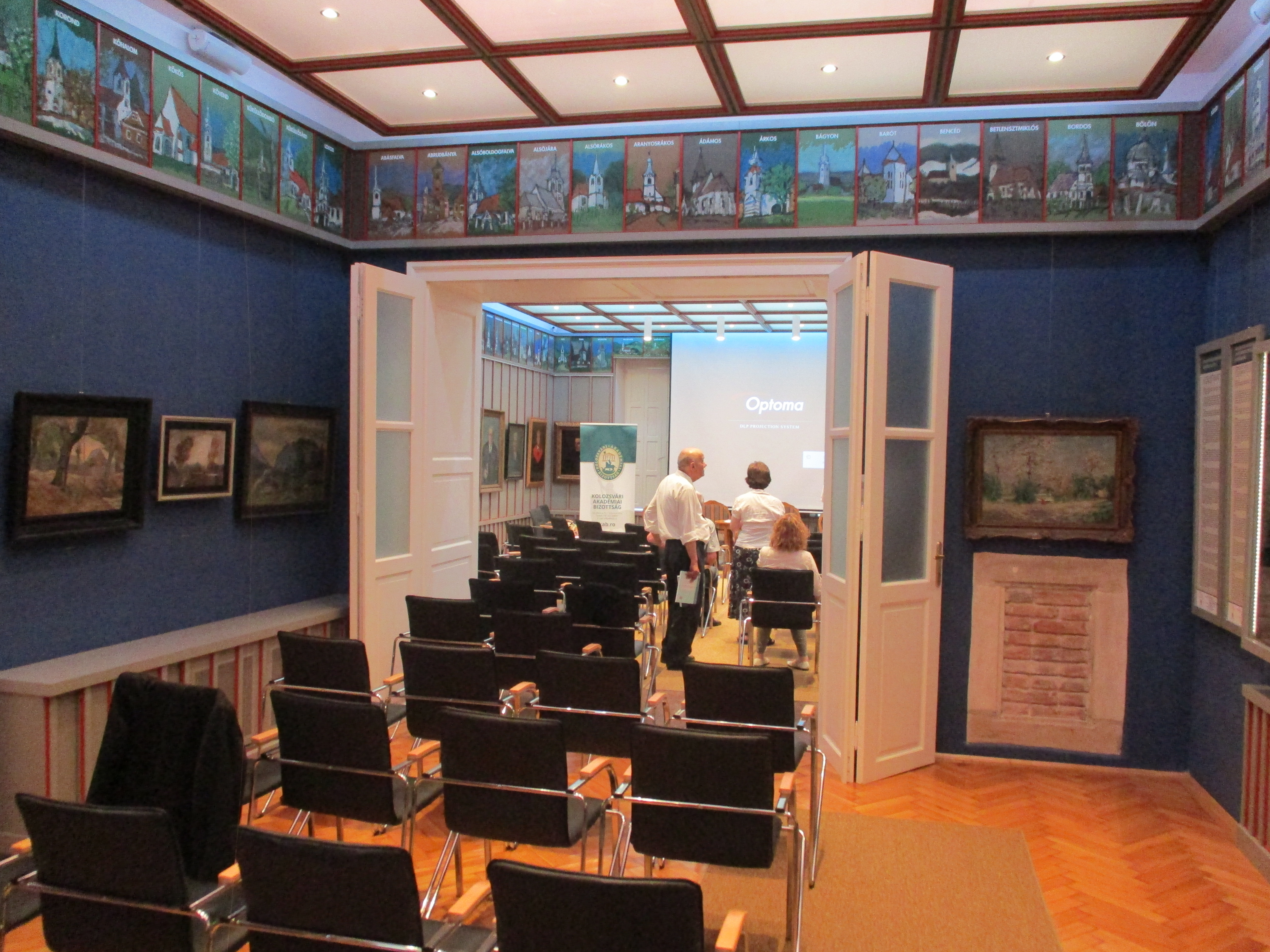
Konferenciaterem